# Angerville-la-Campagne
Angerville-la-Campagne ist eine französische Gemeinde mit 1.404 Einwohnern (Stand: 1. Januar 2022) im Département Eure in der Region Normandie. Sie gehört zum Arrondissement Évreux und zum Kanton Évreux-3. Die Einwohner werden Angervillais und Angervillaises genannt.

## Geografie
Angerville-la-Campagne liegt wenige Kilometer südlich des Stadtzentrums von Évreux. Umgeben wird Angerville-la-Campagne von den Nachbargemeinden Évreux im Norden, Guichainville im Osten und Süden und, Les Baux-Sainte-Croix im Südwesten und Arnières-sur-Iton im Westen.

## Bevölkerungsentwicklung
| Jahr                       | 1962 | 1968 | 1975 | 1982 | 1990 | 1999 | 2007 | 2019 |
| Einwohner                  | 129  | 202  | 465  | 817  | 1333 | 1217 | 1141 | 1363 |
| Quellen: Cassini und INSEE |      |      |      |      |      |      |      |      |

## Sehenswürdigkeiten
- Schloss Le Bois de la Lune, 1829 erbaut, mit Park und Kapelle

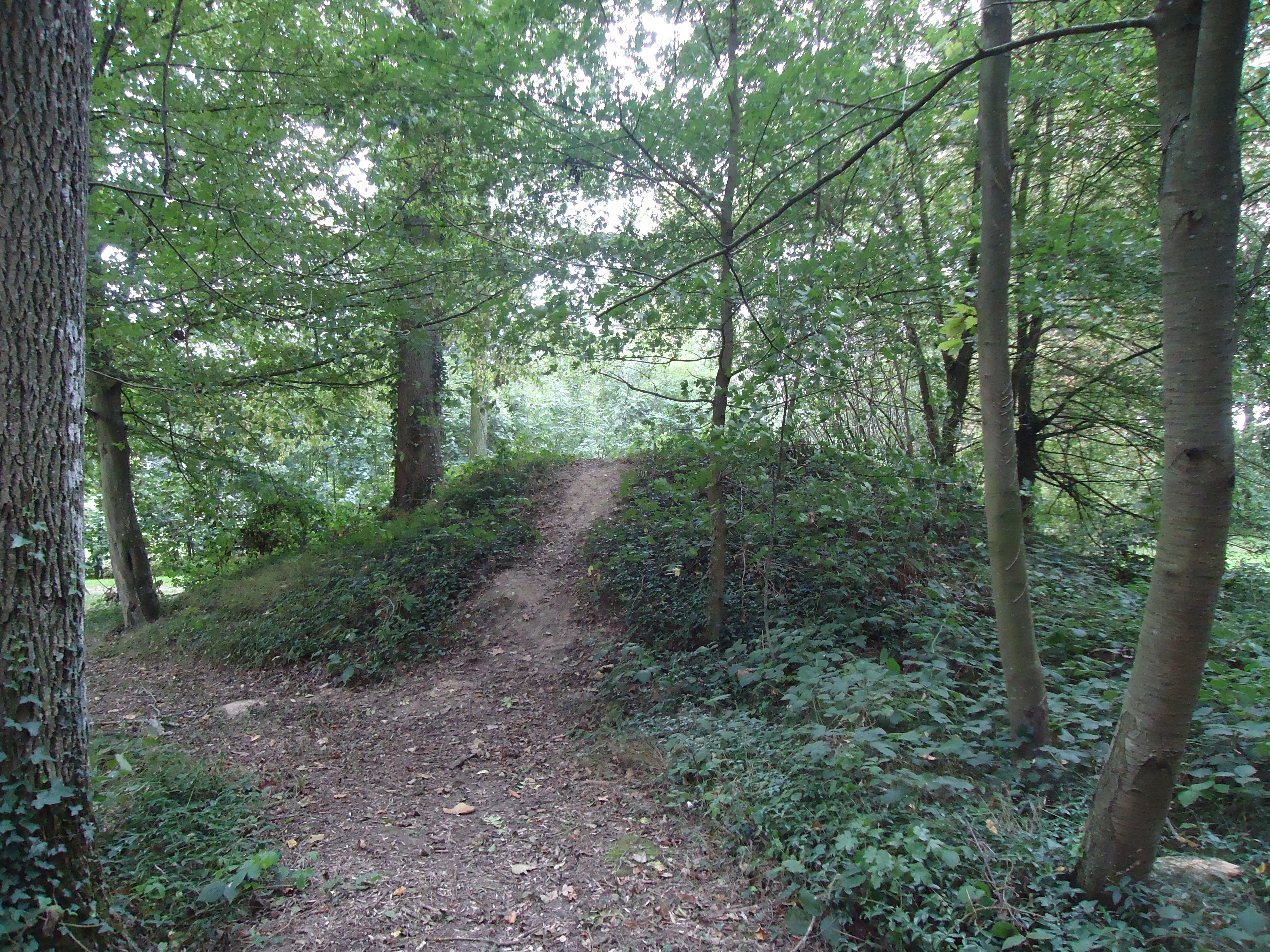
Tumulus im Schlosspüark

- Tumulus im Schlosspark